# Austin St. John
Austin St. John de son vrai nom Jason Lawrence Geige, né le 17 septembre 1974 à Roswell (Nouveau-Mexique), est un acteur américain. Il fut révélé par la série Power Rangers où il incarne le leader Jason Scott / Power Ranger Rouge.
Il s'est également illustré dans le téléfilm S.O.S Chasseurs de monstres (2018), dans le film dramatique A Walk With Grace (2019), Tres Leches (2022) et sera bientôt à l'affiche du court-métrage événement The Order, aux côtés de nombreux acteurs des séries Power Rangers.

## Biographie
Il est essentiellement connu pour avoir joué le rôle de Jason Lee Scott (le premier ranger rouge) dans Power Rangers ainsi que le ranger doré dans Power Rangers : Zeo.
Le 2 Septembre 2017, il apparaît dans le film Surge Of Power : Revenge Of The Sequel, qui comprend une multitude de guest stars, comme les acteurs des séries Star Trek ou encore Nicholas Brendon de la série Buffy contre les vampires.
En 2018, Il fait un come-back en apparaissant dans le téléfilm S.O.S Chasseurs de monstres, aux côtés de Mischa Barton, Stephen Tobolowsky et Tara McDonald, qui obtient une première diffusion française le 31 octobre 2018 sur Gulli.
Le 5 Novembre 2019, il joue dans le film dramatique A Walk With Grace.
En 2022, il obtient le rôle principal dans le film Tres Leches, qui est réalisé par John Schneider. Le film est disponible gratuitement sur la chaine officielle de John Schneider. 
Il sera à l'affiche du film The Order, réunissant 18 acteurs de la série Power Rangers tels que : Walter Emanuel Jones, Catherine Sutherland, David Yost, Johnny Yong Bosch, Paul Schrier, Karan Ashley, Steve Cardenas, Erin Cahill, Blake Foster, Nakia Burrise, Hilary Shepard Turner, Dan Southworth, Alyson Sullivan, Deborah Estelle Phillips and Azim Rizk,,,,,,,.

## Filmographie

### Télévision
| Année     | Programme                       | Rôle                                      | Notes                            |
| --------- | ------------------------------- | ----------------------------------------- | -------------------------------- |
| 1993–1994 | Power Rangers                   | Jason Lee Scott / Power Ranger Rouge      | Rôle principal (80 épisodes)     |
| 1996      | Power Rangers : Zeo             | Jason Lee Scott / Zeo Ranger Or           | Rôle principal (17 épisodes)     |
| 1998      | Exposé                          | Detective Anderson                        | Téléfilm                         |
| 1999      | Power Rangers: The Lost Episode | Lui-même / Jason Lee Scott / Ranger rouge | Présentateur / Co-star ([pilote) |
| 2002      | Power Rangers : Force animale   | Jason Lee Scott / Ranger rouge            | Guest star ("Forever Red")       |
| 2003      | Footsteps                       | Police Investigator                       | TV film                          |
| 2020      | Power Rangers : Beast Morphers  | Jason Lee Scott                           | Guest star                       |

### Cinéma
| Année   | Film                                                | Rôle                |
| ------- | --------------------------------------------------- | ------------------- |
| 1995    | Encyclopedia of Martial Arts: Hollywood Celebrities | Himself             |
| 1997    | Power Rangers Turbo, le film                        | Jason Lee Scott     |
| 2009    | Steps Toward The Sun                                | Cowboy              |
| 2016    | Gideon's Frontier                                   | Post-production     |
| 2017    | Survival's End                                      | Filming             |
| 2017    | Surge Of Power : Revenge Of The Sequel              | Himself             |
| 2018    | S.O.S Chasseurs de monstres                         | Téléfilm            |
| 2017    | A Gift Of The Heart                                 | Pre-production      |
| 2018    | Miller's Justice League Mortal                      | Documentary         |
| 2018    | Surge of Power: Revenge of the Sequel               | Himself             |
| 2019    | A Walk With Grace                                   | Duane               |
| 2022    | Tres Leches                                         | Helen Peppernilljed |
| Bientôt | The Order                                           | Jack                |